# 布瓦西拉里维耶尔
布瓦西拉里维耶尔（法語：Boissy-la-Rivière，法語發音：[bwasi la ʁivjɛʁ] ⓘ）是法国法兰西岛大区埃松省的一个市镇，属于埃唐普区。

## 地理
布瓦西拉里维耶尔（48°22'29"N, 2°9'17"E）面积12.47 平方千米，位于法国法蘭西島大區埃松省，该省份为法国北部内陆省份，北起上塞纳省和马恩河谷省，西接厄尔-卢瓦省和伊夫林省，南至卢瓦雷省，东临塞纳-马恩省。
与布瓦西拉里维耶尔接壤的市镇（或旧市镇、城区）包括：奥尔穆瓦-拉里维耶尔、埃唐普、方丹拉里维耶尔、拉福雷圣克鲁瓦、博斯地区马罗勒、萨克拉、圣西尔拉里维耶尔。

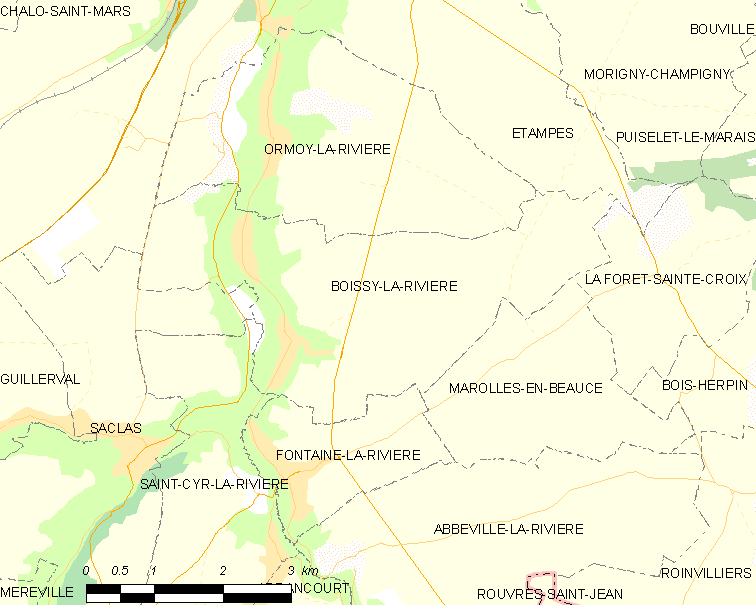
布瓦西拉里维耶尔的OSM定位图

布瓦西拉里维耶尔的时区为UTC+01:00、UTC+02:00（夏令时）。

## 行政
布瓦西拉里维耶尔的邮政编码为91690，INSEE市镇编码为91079。

## 政治
布瓦西拉里维耶尔所属的省级选区为埃唐普县。

## 人口

1962-2008年间布瓦西拉里维耶尔人口变化图示

布瓦西拉里维耶尔于2022年1月1日时的人口数量为533人。